# Al-Janiya
Al-Janiya (àrab: الجانيه, al-Jāniya) és una vila palestina en la governació de Ramal·lah i al-Bireh, al centre de Cisjordània, situada 10 km al nord de Ramal·lah. Segons l'Oficina Central d'Estadístiques de Palestina (PCBS), tenia 1.488 habitants en 2016.

## Història
S'hi ha trobat terrissa de l'Edat de Ferro II i dels períodes hel·lenístic, romà i bizantií.
S'ha suggerit que es tractava de Ganta, un poble que pertanyia a l'emperadriu romana d'Orient Eudòxia Augusta (c. 401-460), qui la va lliurar a l'Església de Jerusalem.
S'ha suggerit que Al-Janiya era el lloc croat anomenat "Megina". S'hi ha trobat terrissa croada, aiúbida i mameluc. Hi ha inscripcions gregues i àrabs a la mesquita de la vila, que ha estat datada del 731 A.H., és a dir, 1330-31 C.E.

### Època otomana
S'han trobat fragments des del començament de l'Imperi Otomà. En un cens otomà del s. XVI, Dajjaniyya era situada a la nàhiya d'al-Quds.
En 1838 el-Janieh va ser considerat com un poble en part cristià grec i parcialment musulmà, part de l'àrea de Beni Harith, situada al nord de Jerusalem.
Al-Janiya, junt amb er-Ras, van ser els pobles principals de la família dirigent de Simhan. El principal xeic de la família Simhan era Isma'il, que va ser assassinat per Ibrahim Paixà d'Egipte en la revolta dels camperols de Palestina de 1834. Després de Ismaïl, Hasan es-Sa'id i Mohammah ibn Isma'il es van convertir en els governants.
En 1870 Victor Guérin va considerar que era un poble de 400 habitants, tots musulmans, a excepció d'uns pocs grecs cismàtics]. També va suggerir que la mesquita es trobava al lloc d'una església anterior. Una llista de pobles otomans d'aquest mateix any va trobar que el poble tenia 29 «grecs» en 8 cases, i 268 musulmans en 58 cases, tot i que el recompte de població incloïa només homes. Es va assenyalar que estava localitzat al nord-oest de Ramal·lah.
En 1882 el Survey of Western Palestine del Fons per a l'Exploració de Palestina la va descriure: «Un petit llogaret a l'altura del terreny, amb dos Mukam i un pou d'aigua a l'est, al nord és un cementiri modern. Hi ha oliveres al voltant.»
Es van fer dues estimacions diferents de la població d'Ed-dschanije en 1896, una va donar una població de 528, mentre que una altra estimació va donar a la població 342 musulmans i 36 cristians.

### Època del Mandat Britànic
En el cens de Palestina de 1922, organitzat per les autoritats del Mandat Britànic, la població d'Al-Janiya era de 180 habitants, 177 musulmans i 3 cristians. incrementats en el cens de 1931 250, 245 musulmans i 5 cristians, en 60 cases.
En 1945 la població era de 300, tots musulmans, mentre que l'àrea de terra era de 7,565 dúnams, segons una enquesta oficial de terra i població. D'aquests, 2,961 eren plantacions i regadiu, 2,423 per a cereals, i 40 dúnams eren sòl urbanitzat.

### Després de 1948
En la vespra de guerra araboisraeliana de 1948, i després dels acords d'armistici araboisraelians de 1949, Al-Janiya fou ocupada pel regne haixemita de Jordània. Després de la Guerra dels Sis Dies de 1967 va romandre sota l'ocupació israeliana.
En 1989 es van confiscar 4.000 acres de terres privades a Al-Janiya i es van lliurar a l'assentament israelià de Talmon. En 2010, Al-Janiya havia perdut 10,000 acres per les confiscacions israelianess.
El 2012 els colons israelians anaven armats habitualment, prenent el control d'una font d'aigua local. La font, Ein El Masraj, usada principalment per la irrigació d'Al-Janiya, ha estat presa físicament pels colons israelians de Talmon, qui l'han reanomenat Ein Talmon. La font Ein El Mallah, usada per Al-Janiya tant per ús domèstic com per rec, també està en perill de ser presa.
L'any 2014, l'agricultura a les terres locals era difícil, ja que les autoritats israelianes han declarat molta, incloses oliveres, "zona militar tancada", que els agricultors palestins poden accedir, de mitjana, només dos dies l'any, i molts dels arbres són desarrelats pels colons.
Al novembre de 2016, una dotzena de colons israelians van atacar 5 agricultors palestins mentre estaven collint les seves olives. Els colons van cridar "mort als àrabs", i estaven armats amb ganivets i pedres. Després de colpejar-los, com a part del seu Oneg Shabbat, van tornar a un lloc vora Neria (Mateh Binyamin).